# 指数え

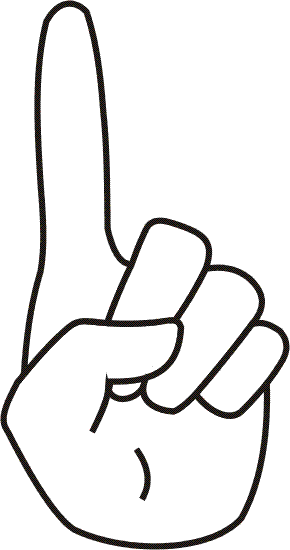
1を表す

指数え（ゆびかぞえ）は指を使用して数を数える行為である。

## 概要
現代においてはアラビア数字の影響で衰退気味であるが、かつては様々な文化で異なる体系が発達しており、今日普通に連想されるような指を折って一つずつ数えるようなものよりも、遙に洗練された方法が存在し教育されていた。狭義では手指（finger）のみで数える方法だが、広義では足趾（toe）も用いて数える方法も含まれる。
また、指数えはコミュニケーションの手段としても用いられ、特に市場に於いては立ち会い取引での売買でハンドジェスチャーが使用される。他にモラと呼ばれる遊戯では指数えが重要な要素である。
通常は、零は手を握った状態で示され、自然数が片手で一から五までが指差して示される例が目立つ。

## 現在の文化

### 五以下の数え方
指数えは文化や時代によって多様であり、これを研究する学問(数学文化学)も存在する。数え方の文化的な違いは時にシボレスとしても扱われ、戦時には異なる国の人物を見分ける指標となり、クエンティン・タランティーノ監督の映画『イングロリアス・バスターズ』やジョン・D・バロウの著書『天空のパイ』(Pi in the Sky)ではこれがプロットポイントとなっている。
ある人が他の人に数を伝える場合、指を立てることで特定の数を示す。例えば英語圏ではよく人差し指、中指、薬指の順に指を縦に立てて数の三を示す。一方で大陸ヨーロッパの人々にとっては人差し指ではなく親指が数の一を表しており、人差し指から小指が数の二から五を表す。また一般に数えている間は指が広げられる。例えばヨーロッパ人は親指、人差し指、中指、薬指を使って四を広げて四を表し、 北米では人差し指、中指、薬指、小指が使われる。

### 十進法による六以上の数え方
中国の指数字は、十まで数えるが地域によって差がある。
日本では、指数えが手を開いた状態から始まる。東スラヴ諸国のように、親指が数の一を、小指が五を表すが、数える際指は内側に折られる。親指から始まり完全に閉じた手は五を表す。さらに大きい数ではこの行為を反転し、立てた小指は六、開いた手は十を表す。一方で他人に数を示す場合は英語圏と同様の方式であり、人差し指が一を、親指が五を表す。五を超える数については、開かれた手の上にもう一方の手の指を重ねることで示す。例えば、七は、人差し指と中指を開いた掌に押し当てて表される。また、十は両方の掌を前に向けることで表す。

### 「三の倍数」進法による数え方

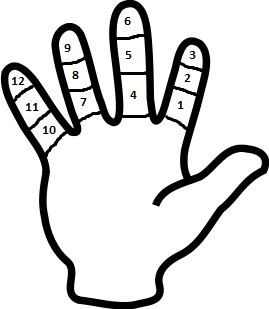
片手で十二まで数える方法

指数えには、「五で桁上がり」の五進法、「九の次で桁上がり」「5＋5 = 10」「両手で十まで」の十進法、「5×4 = 10」「両手両足で二十まで」の二十進法といった、「五の倍数」に囚われない数え方も存在する。代表例として、以下に挙げるような「三の倍数」進法に基づく指数えが使用されている。
五の次で桁上がり
一つは、「五の次で桁上がり」「5＋1 = 10」という六進法の数え方である。この数え方では、片手を一の位、もう片手を六の位として、三十五＝五六五＝55(6)まで数え、三十六＝100(6)は桁溢れになる。十進法ではもう片手で「六、七、八、九、十」と数えるのに対して、六進法ではもう片手で「六、二六、三六、四六、五六」と数える。小数は、片手で六分の一の位、両手で三十六分の一の位が計算可能となる。

両足を含めて数える場合には、片足を三十六＝100(6)の位、もう片足を二百十六＝1000(6)の位として、千二百九十五＝5555(6)まで数え、千二百九十六＝10000(6)が桁溢れになる。
手指の「指骨」で数える
もう一つは、「九に三を加えて桁上がり」「3×4 = 10」という十二進法の数え方である。これは、「十五に五を加えて桁上がり」「5×4 = 10」という二十進法と対置される数え方である。問題は何を「三」とするかであるが、親指以外の「三つの指骨」である。親指が指標となり、各指の三つの指骨（末節骨 ・中節骨・基節骨）を小指から数えて十二＝10(12)まで到達する。

マヤ数字に例えると、横棒が「三」で、横棒三つに点一つ（実際のマヤ数字で十六＝G(20)）が「十」(＝A(12))となる数え方になる。片手を十二＝10(12)まで、もう片手を十二の倍数として、百四十四＝100(12)まで数える。小数は、片手で十二分の一の位、両手で百四十四分の一の位が計算可能となる。これは、アジア地域の指数え体系で使用されている。